# Comisión de Trabajo y Seguridad Social de la Cámara de Diputados de Chile
La Comisión Permanente de Trabajo y Seguridad Social en Chile, corresponde a una de las comisiones permanentes de la Cámara de Diputados de Chile, en la cual, una serie de Diputados formulan proyectos de ley referentes al tema del cual trata la comisión, en este caso Trabajo y Seguridad Social, para luego ser presentados en la sesión plenaria de la Cámara correspondiente para su aprobación o rechazo de todos los Diputados, que en Chile suman 120 escaños en la actualidad.

## Historia
En 1896 se crea la Comisión de Asistencia Pública y Trabajo, nombre que mantiene hasta la suspensión del régimen democrático, en 1973. En el primero Congreso desde el retorno a la democracia, en 1990, adopta el nombre de Comisión de Trabajo y Seguridad Social.

## Composición actual
En el LVI periodo legislativo del Congreso Nacional de Chile (2022-2026) la comisión está presidida por Tomás Lagomarsino Guzmán (Ind-PR) para el período 2022-2023 e integrada por otros 12 diputados:
- Daniella Cicardini Milla (PS)
- Luis Cuello Peña y Lillo (PCCh)
- Eduardo Durán Salinas (RN)
- Andrés Giordano Salazar (Ind-RD)
- Diego Ibáñez Cotroneo (CS)
- Cristián Labbé Martínez (UDI)
- Henry Leal Bizama (UDI)
- Maite Orsini Pascal (RD)
- Ximena Ossandón Irarrázabal (RN)
- Juan Santana Castillo (PS)
- Frank Sauerbaum Muñoz (RN)
- Héctor Ulloa Aguilera (Ind-PPD)